# David Joerger
David „Dave” Joerger (ur. 21 stycznia 1974) – amerykański trener koszykarski, wielokrotny mistrz w rozmaitych ligach.
11 kwietnia 2019 opuścił stanowisko trenera Sacramento Kings.
9 listopada 2020 został asystentem trenera Philadelphia 76ers.

## Osiągnięcia
- Mistrz:
  - CBA (2002, 2004, 2005)[3]
  - IBA (2001)[3]
  - D-League (2007)[3]
- 2-krotny Trener Roku CBA (2002, 2004)[3]

NBA
- 3-krotny Trener Miesiąca Konferencji Zachodniej NBA (styczeń 2014, kwiecień 2014, październik/listopad 2014)[4]